# Léalvillers
Léalvillers é uma comuna francesa na região administrativa de Altos da França, no departamento de Somme. Estende-se por uma área de 2,23 km². Em 2010 a comuna tinha 168 habitantes (densidade: 75,3 hab./km²).